# Lennart Hedmark
Lennart Per-Olav Hedmark (né le 18 mai 1944 à Skellefteå) est un athlète suédois spécialiste du lancer du javelot et du décathlon. D'abord licencié au Skellefteå AIK puis à l'IF Göta Karlstad, il mesure 1,95 m pour 90 kg.
Il s'est marié avec la sauteuse en hauteur britannique Linda Knowles, elle aussi médaillé aux championnats d'Europe.

## Biographie

### Palmarès
| Date | Compétition           | Lieu     | Résultat | Épreuve   | Performance |
| ---- | --------------------- | -------- | -------- | --------- | ----------- |
| 1965 | Universiade d'été     | Budapest | 3e       | Javelot   | 76,94 m     |
| 1968 | Jeux olympiques d'été | Mexico   | 11e      | Décathlon | 7 396 pts   |
| 1969 | Championnats d'Europe | Athènes  | 7e       | Décathlon | 7 531 pts   |
| 1970 | Universiade d'été     | Turin    | 2e       | Décathlon | 7 783 pts   |
| 1971 | Championnats d'Europe | Helsinki | 2e       | Décathlon | 8 038 pts   |
| 1976 | Jeux olympiques d'été | Montréal | 8e       | Décathlon | 8 000 pts   |

### Records
| Épreuve   | Performance | Lieu | Date              |
| --------- | ----------- | ---- | ----------------- |
| Décathlon | 8 170 pts   | Bonn | 23 septembre 1973 |